# Nicolaas Kamperdijk
Nicolaas Johannes Kamperdijk (Utrecht, 3 maart 1815 - Voorburg, 8 februari 1887) was een Nederlandse architect.
Kamperdijk volgde particuliere lessen bij Christiaan Kramm. Kamperdijk was zelf werkzaam als architect vanaf rond 1840 tot in de jaren 1870. Hij ontwierp twee kerken in een neogotische stijl, waarvan de hervormde kerk van Zeist de meest bekende is. Later ontwierp Kamperdijk in neoclassicistische stijl. Hiervan zijn de spoorwegstations het beste voorbeeld. In 1863 ontwierp Kamperdijk drie klassen standaardstations voor de Nederlandsche Centraal-Spoorweg-Maatschappij. Hij zou ook Station Zwolle en Station Dordrecht ontwerpen. Hoewel deze stations toegeschreven worden aan Karel Hendrik van Brederode, was Kamperdijk de architect van deze stations. Kamperdijk was ook betrokken bij een aantal restauratieprojecten. Zo was hij betrokken bij de restauratie van de Dom van Utrecht en de Geboorte van de Heilige Johannes de Doper in Montfoort. In Utrecht ontwierp hij rond 1871 het concertgebouw in Park Tivoli.

## Spoorwegstations voor de Nederlandsche Centraal Spoorweg-maatschappij
Toen in 18 augustus 1860 de Spoorwegwet in werking trad, regelde de regering de aanleg van het spoorwegnet van Nederland. Zo werden in eerste instantie de staatslijnen A tot en met K in opdracht van de regering aangelegd. Maar ook particuliere ondernemingen zouden spoorwegen aanleggen. Kamperdijk zou voor de Nederlandsche Centraal Spoorweg-Maatschappij de stations ontwerpen op de Spoorlijn Utrecht - Kampen, zoals Karel Hendrik van Brederode dat voor de Maatschappij tot Exploitatie van Staatsspoorwegen zou doen. Deze stations werden ook wel Waterstaatstations genoemd. Zowel de NCS als de SS zouden standaardstations gaan maken, naar Frans voorbeeld. Hierdoor kon op veel plaatsen tegelijkertijd gebouwd worden.
De stations aan de Spoorlijn Utrecht - Kampen werden geopend op 20 augustus 1863, tegelijkertijd met de opening van de spoorlijn. De stations waren verdeeld in drie klassen. Alleen de eerste klasse bestaat nog steeds. Slechts bij Station Nijkerk is het nog in gebruik als spoorwegstation. Station Amersfoort NCS wordt niet meer gebruikt als spoorwegstation. Het gebouw aan het Smallepad is sinds 1975 Rijksmonument.

## Station Zwolle
Kamperdijk is de architect van Station Zwolle. Aanvankelijk stond er bij de opening van de spoorlijn Utrecht -Kampen een tijdelijk station, dat gedeeld moest worden door de NCS en de MES. Er moest een gezamenlijk station komen. Dat station is in 1868 gebouwd. Dit station was geen standaardstation van de Staatsspoorwegen, maar was ook geen standaardstation van de NCS. Een stad als Zwolle moest echter een "eerste klas-station" krijgen. De gevel van het station is echter een variant op die van de standaardstations derde klasse van de Staatsspoorwegen. Ook afwijkend met de Waterstaatstations is het centrale deel van het middengebouw. Dit springt naar voren. Hierdoor zijn de verhoudingen en afmetingen anders dan die van de standaard Waterstaatstations.
Uit Engeland was een idee overgewaaid. De stations kregen een overkapping. Het eerste station dat een overkapping kreeg was het Station Amsterdam Weesperpoort. De overkapping van Station Zwolle is het enige overgebleven exemplaar uit die tijd.

## Villa H. Ameshof
In Utrecht aan Maliebaan 40 werd de villa voor H. Ameshof gebouwd. Ameshof was destijds directeur van de Nederlandsche Rhijnspoorweg-Maatschappij. Het bouwwerk is in neoclassicistische stijl en was drie lagen hoog. Later zou dit het Aartsbisschoppelijk Paleis van Utrecht worden.

## Afbeeldingen

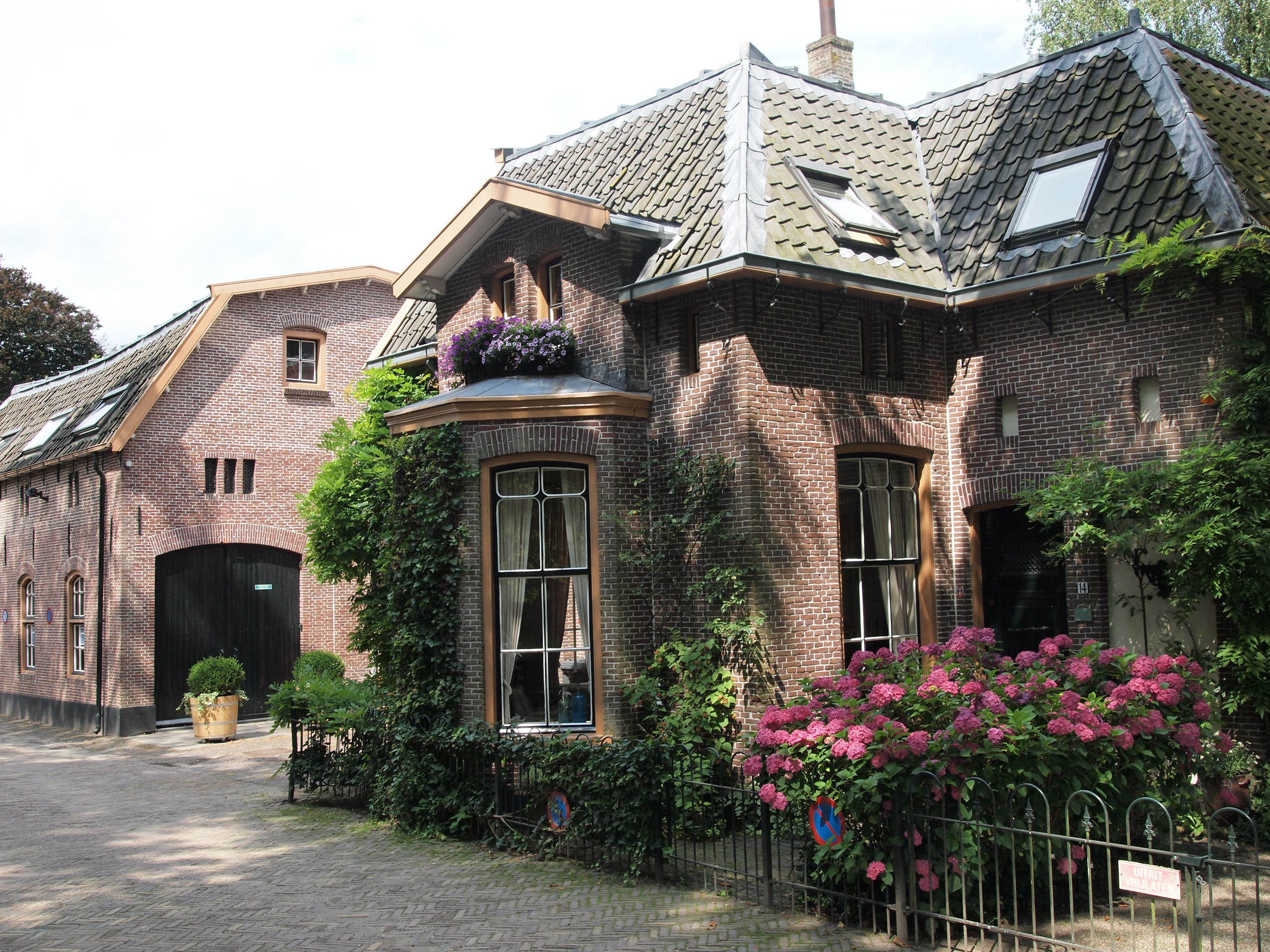
Koetshuis met stal en woning in Oud-Zuilen, ontworpen in 1858